# Дугдамме
Дугдамме, Тугдаммі, Лігдаміс (дав.-гр. Λύγδαμις) — ватажок кімерійців у 679 — 641 рр. до н. е.
Очолив кімерійців після смерті Теушпи. У 675 р. до н. е. завдав поразки фригійському царю Мідасу, захопивши і розграбуваши його країну. Сусідні лідійці звернулися по допомогу до Ассирії, війна з якою на певний час відволікла кімерійців від наступу на заході. Але як тільки Дугдамме вдалося досягти нетривкого миру з Ашшурбаніпалом, кімерійці напали на Лідію. Сарди були захоплені і спалені, цар Гіг загинув у бою (652 р. до н. е.)
Наступною жертвою Дугдамме став Ефес. У 650 р. до н. е. кочовики зруйнували і сплюндрували місцеве святилище Артеміди. Мешканці сусідніх іонійських міст поквапилися перебратися на острови, недосяжні для кімерійської кінноти. Але це не завадило Дугдамме захопити Магнесію.
Опорним пунктом завойовників на заході Анатолії став Антандр (який згодом отримав навіть назву Кімериди). Але для постійного розселення своїх співплемінників Дугдамме обрав віддаленішу Каппадокію (вірм. Gamirk). Звідси він здійснював напади на Сирію і Ассирію, називаючи себе «володарем всесвіту». Ашшурбаніпал був змушений звернутися до скіфів, які у 641 році до н. е. завдали кімерійцям нищівної поразки в Кілікії. Дугдамме загинув у бою.